# أدريان فاريلا
أدريان فاريلا (بالإسبانية: Adrián Varela)‏ هو مغني مكسيكي، ولد في 20 ديسمبر 1983.

## وصلات خارجية
- أدريان فاريلا على موقع ميوزك برينز (الإنجليزية)